# Llista de la Reforma dels Turcmans
La Llista de la Reforma dels Turcmans Iraquians fou una coalició electoral que va concórrer a les eleccions legislatives kurdes del 25 de juliol de 2009 i va obtenir 7.077 vots (0,38%) i un escó. estava encapçalada pel Front Turcman Iraquià. Estava dirigida per Abdul Qadir Zangana i tenia com a objectiu reforçar la influència dels turcmans.